# Чирюртская ГЭС-1
Чирюртская ГЭС-1 (Чюр-Юртская ГЭС-1) — гидроэлектростанция у посёлка Бавтугай в Дагестане, на реке Сулак. Входит в состав Сулакского каскада ГЭС, образуя вместе с Гельбахской ГЭС и Чирюртской ГЭС-2 единый гидроэнергетический комплекс Чирюртских ГЭС, являющийся нижней ступенью каскада. Старейшая гидроэлектростанция на Сулаке. Чирюртская ГЭС-1 входит в состав Дагестанского филиала ПАО «РусГидро».

## Конструкция станции
Чирюртская ГЭС-1 представляет собой средненапорную плотинно-деривационную гидроэлектростанцию с безнапорной подводящей деривацией. Установленная мощность электростанции — 72 МВт, проектная среднегодовая выработка электроэнергии — 386 млн кВт·ч. Станция является частью единого гидроэнергетического комплекса — плотина Чирюртской ГЭС-1 также является подпорным сооружением для Гельбахской ГЭС, водоприёмник которой встроен в водосброс станции, а на отводящем канале расположена Чирюртская ГЭС-2.
Сооружения Чирюртской ГЭС-1 включают в себя:
- грунтовую плотину длиной 430 м, наибольшей высотой 37 м. Плотина отсыпана из гравийно-галечных грунтов, имеет противофильтрационное ядро из суглинков. По плотине проложен автодорожный переход;
- совмещённый водоприёмник деривации и водосброса. Водосбросная часть представлена тремя отверстиями шириной по 7 м, при этом одно из них выполнено в виде поверхностного водослива, а два являются глубинными. Также имеется третье глубинное отверстие, используемое в качестве водоприёмника Гельбахской ГЭС. Водозабор в деривацию расположен выше водосбросной части и представляет собой трёхпролётный водоприёмник (ширина пролёта 7 м). Стенки водозабора имеют криволинейное очертание, разворачивают поток на 90° и отводят его в железобетонный лоток длиной 30 м и далее в деривационный канал;
- водосбросные сооружения, включающие в себя три донные трубы прямоугольного сечения и водоотводную часть длиной 155 м в форме раструба с шашками-гасителями. Пропускная способность водосброса при НПУ составляет 2190 м³/с, при ФПУ — 2250 м³/с.
- деривационный канал длиной 3458 м, рассчитанный на максимальный расход 230 м³/сек. Канал облицован железобетонными плитами, при пересечении с Бавтугайским оврагом выполнен в насыпи высотой более 20 м, в основании которой расположен трубчатый ливнесброс;
- напорный бассейн, состоящий из аванкамеры длиной 40 м и напорной камеры длиной 25 м. Низовая стенка напорного бассейна представляет собой двухпролётный водоприёмник, оборудованный плоскими затворами. В пороге напорной камеры расположено приёмное отверстие галереи грязеспуска пропускной способностью 10 м³/с, галерея переходит в открытый лоток грязеспуска длиной 289 м. В левой стенке напорного бассейна расположено водоприёмное устройство Хасавьюртского магистрального канала.
- двухниточные стальные напорные водоводы, длина каждой нитки 134 м и диаметр 5,4 м;
- здание ГЭС;
- отводящий канал длиной 730 м, который одновременно является подводящим каналом Чирюртской ГЭС-2. Облицован железобетонными плитами. В отводящем канале расположен шлюз-регулятор с боковым водосбросом в русло р. Сулак и водоприёмник канала им. Октябрьской революции.

В здании ГЭС установлены 2 вертикальных гидроагрегата мощностью по 36 МВт, оборудованных поворотно-лопастными турбинами ПЛ 642-ВБ-370 и ПЛ 642-ВБ-370-33, работающими при расчётном напоре 42,5 м. Турбины приводят в действие гидрогенераторы ВГС 650/130-32. Турбины произведены Харьковским турбинным заводом, генераторы — заводом «Уралэлектроаппарат». Электроэнергия с генераторов на напряжении 10,5 кВ подается на два трехфазных силовых трансформатора ТРДН-63000/110/10,5 мощностью по 63 МВА, а с них через открытое распределительное устройство (ОРУ) 110 кВ — в энергосистему по следующим линиям электропередачи:
- ВЛ 110 кВ Каскад Чирюртских ГЭС — ПС Акташ (Л-137);
- ВЛ 110 кВ Каскад Чирюртских ГЭС — ПС Миатли (Л-111);
- ВЛ 110 кВ Каскад Чирюртских ГЭС — ПС Кизилюртовская (Л-106);
- ВЛ 110 кВ Каскад Чирюртских ГЭС — ПС Чирюрт, 2 цепи (Л-119, Л-120);
- ВЛ 110 кВ Каскад Чирюртских ГЭС - ПС ЗФС, 2 цепи (ЛХ-1, ЛХ-2).

Плотина ГЭС образует небольшое Чирюртское водохранилище, сильно заиленное донными отложениями. Площадь водохранилища при нормальном подпорном уровне 3 км², длина 10 км. Фактические полная и полезная ёмкость водохранилища составляет 6,04 и 4,6 млн м³ соответственно, что позволяет осуществлять суточное регулирование стока. Отметка нормального подпорного уровня водохранилища составляет 95,65 м над уровнем моря (по Балтийской системе высот), форсированного подпорного уровня — 96 м, уровня мёртвого объёма — 94 м.

## История строительства и эксплуатации
Проектно-изыскательские работы по Чирюртской ГЭС-1 были начаты в 1948 году, станция была спроектирована Бакинским филиалом института «Гидропроект». Подготовительные работы были начаты в 1954 году, земляные работы — в 1955 году. В 1958 году было в целом завершено строительство здания ГЭС, деривационного и отводящего каналов. В марте 1959 года была перекрыта река Сулак. Гидроагрегаты Чирюртской ГЭС-1 были пущены в декабре 1961 года, строительные работы завершены в 1962 году. Строительство станции велось организацией «Сулакгэсстрой» Минэнерго СССР. Чирюртская ГЭС-1 в течение 20 лет (до пуска Чиркейской ГЭС) была крупнейшей электростанцией Дагестана и сыграла большую роль в развитии промышленности региона. Помимо выработки электроэнергии, станция играет большое значение в обеспечении водоснабжения и орошения земель, с ней связаны три водохозяйственные системы — Хасавюртовский магистральный канал, канал имени Октябрьской Революции (один из источников водоснабжения Махачкалы и Каспийска) и Юзбаш-Аксайская оросительная система.
За время эксплуатации сооружения и оборудование ГЭС существенно не модернизировались, за исключением замены в 1987-1988 годах силовых трансформаторов, а также восстановления плотины, повреждённой в ходе Дагестанского землетрясения 14 мая 1970 г. Запланирована модернизация станции с заменой всего устаревшего оборудования и ремонтом сооружений, на первом этапе запланирована замена гидроагрегатов на более эффективные, в результате чего мощность станции возрастёт до 80 МВт.